# Brian Smith (long snapper)
Brian Smith (Thousand Oaks, Kalifornia, 1980. augusztus 9. –) amerikai amerikaifutball-játékos és -edző, 2022-től az Ohio Bobcats passzkoordinátora, 2023-tól helyettes vezetőedzője, 2024-től pedig támadókoordinátora.

## Játékosként
1998 és 2001 között a Hawaii Rainbow Warriors centerje és long snappere volt; szobatársával, Nick Rolovichcsal lakóegységük folyosóján gyakoroltak. 2002-ben a Green Bay Packershöz, 2003-ban pedig a Baltimore Ravenshöz szerződött.

## Edzőként
2003-ban a Royal középiskola támadóstratégiai edzője, 2004-ben pedig a Hawaii Rainbow Warriors edzőhelyettese volt; utóbbi pozíciót a Cal Lutheran Kingsmen és Regals, az Oregon State Beavers és a Portland State Vikings csapatainál is betöltötte.
2008-ban a Hawaii Rainbow Warriors támadóstratégiai edzője, 2009-től 2012-ig támadókoordinátora volt. 2012-ben a Cal Lutheran, 2013 és 2015 között pedig az Occidental Tigers munkatársa volt.
2016-ban támadókoordinátorként és a running backek edzőjeként visszatért a Rainbow Warriorshoz, ahol felettese egykori szobatársa, Rolovich volt. 2017-ben a tight endek edzője volt, azonban stratégiai okokból a pozíciót felszámolták, így 2018-ban korábbi pozíciójába helyezték vissza. Rolovich távozásával Smith volt a vezetőedzői poszt egyik jelöltje, de ő követte felettesét a Washington State Cougarshoz, ahol támadókoordinátor és a running backek edzője, 2021-ben pedig helyettes vezetőedző volt.
2022-ben az Ohio Bobcats passzkoordinátorává, 2023-ban helyettes vezetőedzőjévé nevezték ki. 2024-től a támadókoordinátori pozíciót tölti be.

## Fordítás
- Ez a szócikk részben vagy egészben  a   Brian Smith (long snapper) című angol Wikipédia-szócikk ezen változatának fordításán alapul.  Az eredeti cikk szerkesztőit annak laptörténete sorolja fel. Ez a jelzés csupán a megfogalmazás eredetét és a szerzői jogokat jelzi, nem szolgál a cikkben szereplő információk forrásmegjelöléseként.